# Bạc má lưng đen
Bạc má lưng đen, tên khoa học Melaniparus leuconotus, là một loài chim trong họ Paridae.